# Sveriges Radio

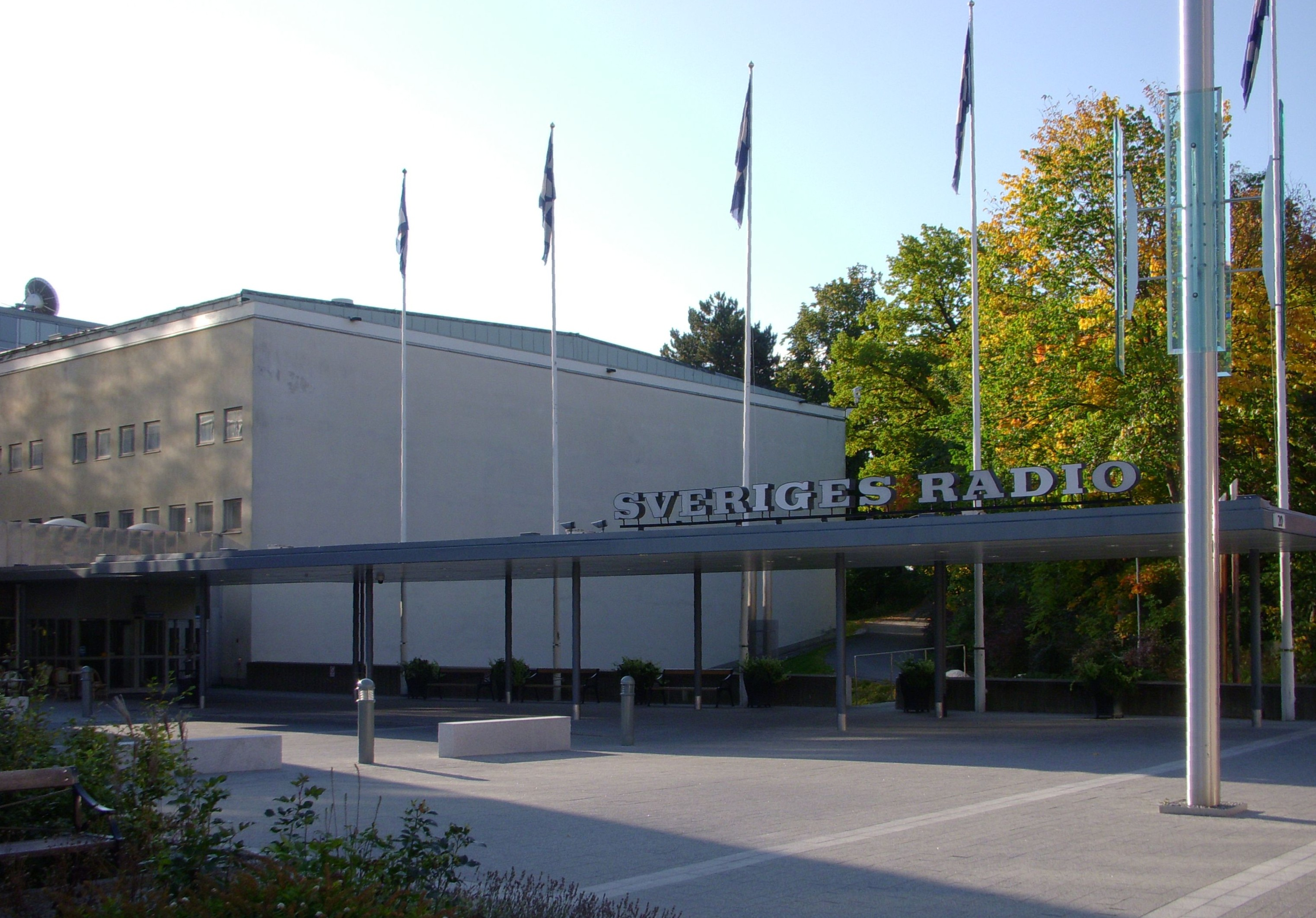
Logo Siedziba Sveriges Radio w Sztokholmie

Sveriges Radio AB (w skrócie SR) – szwedzki publiczny nadawca radiowy, utworzony 21 marca 1924 roku pod nazwą AB Radiotjänst.
W 2007 roku fundusze z opłat dla Sveriges Radio wyniosły 2,3 mld.

## Kanały
Sveriges Radio nadaje cztery narodowe kanały: Sveriges Radio P1, Sveriges Radio P2, Sveriges Radio P3 i Sveriges Radio P4.